# Towarzystwo imienia Hellmuta von Gerlacha
Towarzystwo imienia Hellmuta von Gerlacha (Hellmut-von-Gerlach-Gesellschaft) zostało założone w Berlinie w roku 1948 jako stowarzyszenie o zasięgu ogólnoniemieckim. Jako pierwsze niemiecko-polskie stowarzyszenie miało na celu wynikające z doświadczeń II wojny światowej krzewienie porozumienia z narodem sąsiedniego kraju. Założyciele stowarzyszenia pochodzili z różnych kręgów społeczeństwa niemieckiego. Po powstaniu dwóch państw niemieckich w roku 1949 towarzystwo działało nadal na terenie Niemieckiej Republiki Demokratycznej. Na terenie Republiki Federalnej Niemiec Towarzystwo imienia Hellmuta von Gerlacha zostało założone od nowa w roku 1950 w Düsseldorfie pod kierownictwem emerytowanego generała Hannsa von Rohra.
Patronem obydwu stowarzyszeń był niemiecki publicysta i polityk Hellmut von Gerlach, w latach 1918/1919 podsekretarz stanu w pruskim ministerstwie spraw wewnętrznych. Jego wysiłki dla niemiecko-polskiego pojednania spotykały się z wrogim przyjęciem. 
W roku 1950 konserwatywna rodzina zmarłego na uchodźstwie w Paryżu 1935 polityka zaprotestowała przeciw używaniu jego imienia w obu państwach niemieckich. Obydwa stowarzyszenia przyjęły wtedy nazwę "Gesellschaft für Kultur- und Wirtschaftsaustausch mit Polen – Deutsch-Polnische Gesellschaft" (Towarzystwo ds. Wymiany Kulturalnej i Gospodarczej z Polską – Towarzystwo Niemiecko-Polskie). 
Towarzystwo działające w NRD zostało w roku 1953 założone od nowa i zmieniono jego zakres działania, co w praktyce równało się jego rozwiązaniu. Części stowarzyszenia weszły później w skład Ligi Przyjaźni Narodów. Usiłowania, by w ramach Ligi odtworzyć Towarzystwo Niemiecko-Polskie, pozostały bezskuteczne.
Dopiero w kwietniu 1990 powstało w NRD z inicjatywy członków dawnego Towarzystwa im. Hellmuta von Gerlacha Niemieckie Towarzystwo Dobrego Sąsiedztwa z Polską (Deutsche Gesellschaft für gute Nachbarschaft zu Polen)
Towarzystwo działające na terenie RFN zmieniło w latach siedemdziesiątych swoją nazwę na Niemiecko-Polskie Towarzystwo Republiki Federalnej Niemiec (Deutsch-Polnische Gesellschaft der Bundesrepublik Deutschland), by umożliwić stworzenie analogicznego stowarzyszenia w NRD, które jednak nigdy nie powstało.